# Larm

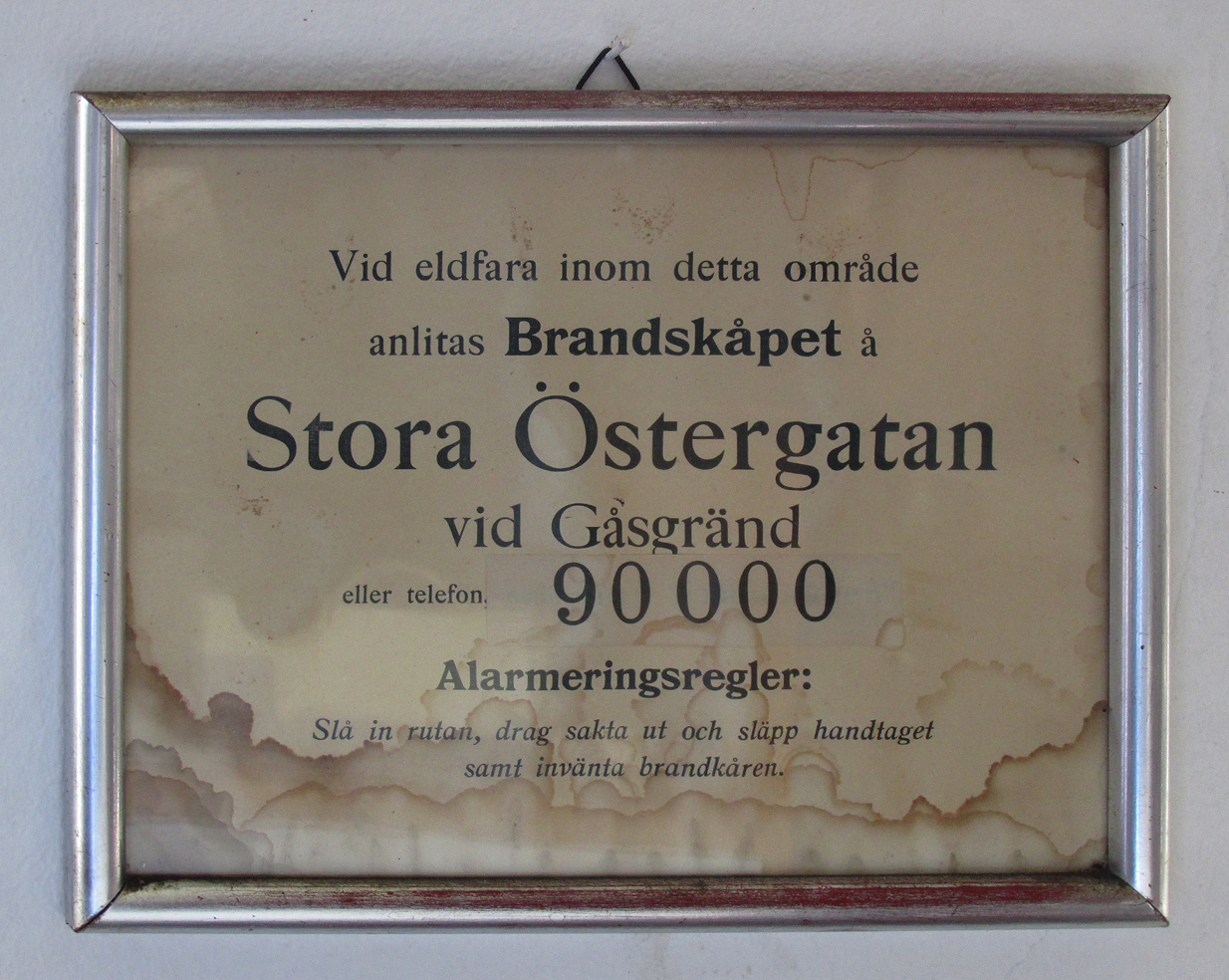
En gammal skylt med anvisningar för alarmering om brand i Ystad.

Ett larm är en teknisk anordning som konstruerats med avsikten att varna vid en speciell situation, till exempel inbrott, brand eller annan fara.

## Typer av larm

### Brandlarm

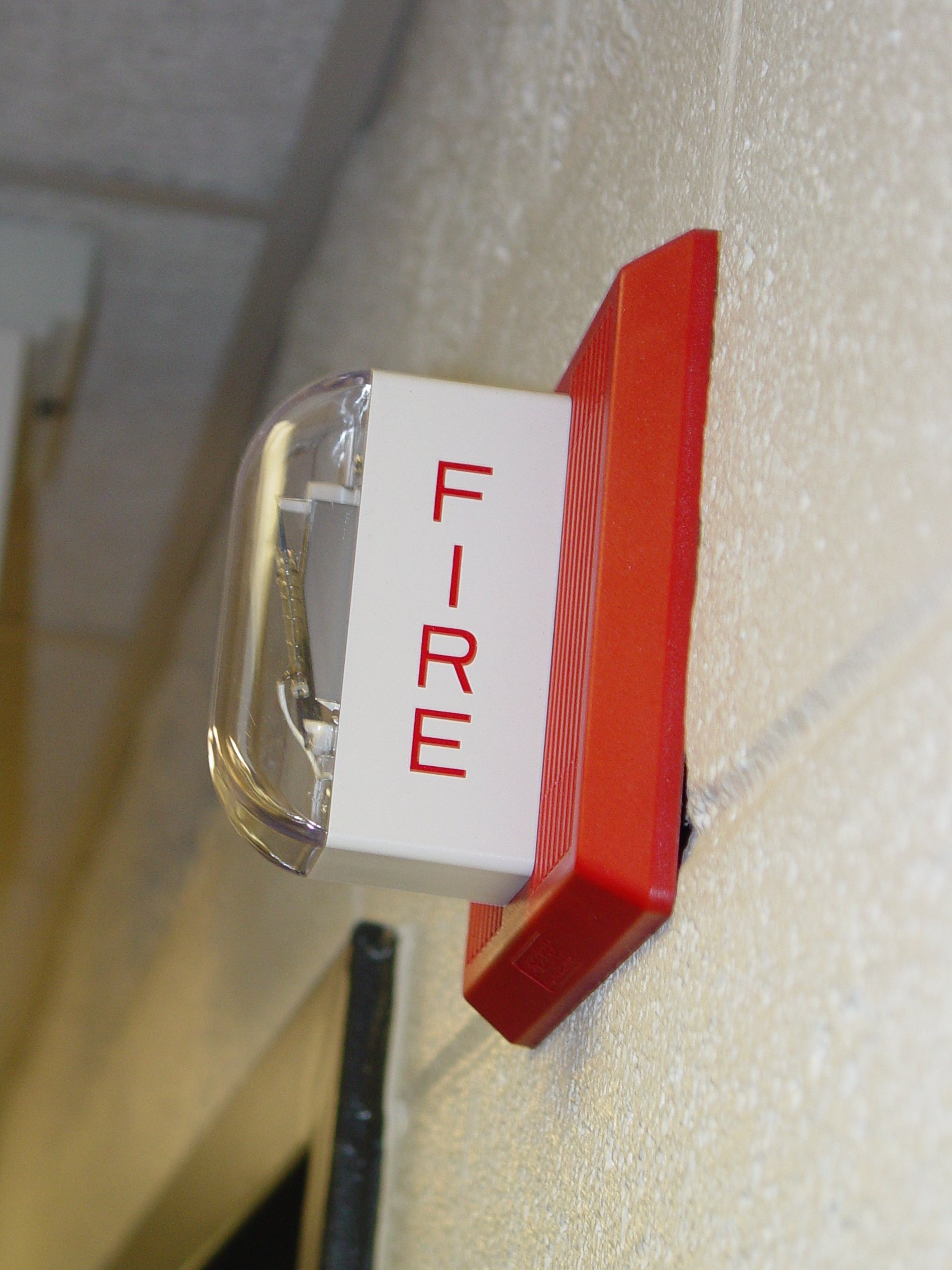
Brandlarm

Brandlarm är en typ av larm som är konstruerat med avsikten att larma vid brand eller brandfara. Brandlarm aktiveras ofta med automatik med hjälp av detektorer eller brandvarnare med sensor som känner av värme eller rök genom att jonisera rökatomerna med ett radioaktivt ämne (ofta Americum) så att röken leder ström som sätter igång larmet. Radioaktiva brandlarm ska bytas vart femte år.[källa behövs] Brandlarm kan även utlösas manuellt när man provtestar brandvarnarna.

### Inbrottslarm

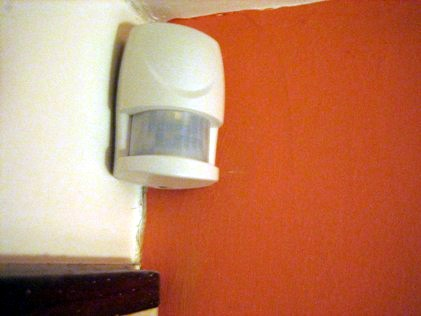
Rörelsedetektor

Inbrottslarm är en typ av larm som är konstruerat med avsikten att larma vid inbrott. I folkmun kallas det även för hemlarm eller villalarm och finns både med och utan månadskostnader. Larmet kan till exempel avge ett högt ljud i samband med inbrott eller så kan det vara ett så kallat tyst larm där det går en signal till en larmcentral som vidtar åtgärder som är överenskomna med kunden eller en kombination av de båda, vilket är vanligast. Det finns även system som ringer upp förvalda telefonnummer och berättar att larmet har gått och det finns möjlighet till fjärrkvittering samt dubbel/enkelriktad talkommunikation eller lyssningsfunktion. Dessutom finns det ett larmsystem med kretskopplat 3G-videosamtal, vilket ger larmmottagare möjlighet att, förutom enbart talkommunikation och lyssningsfunktion, se uppringd rörlig videouppspelning i realtid via larmcentralens kamera/kameror. En del system erbjuder motsvarande funktion via internetkoppling (fast eller 3G-baserad).

### Hemlarm
Hemlarm är larm som oftast marknadsförs för att skydda ett hem mot inbrott och brand. En trend som gradvis ökat är smarta hem där man har möjligheten att centralt styra bland annat larmsystemet, ofta på distans med SMS eller via hemmets internetförbindelse. Inom hemmet kan sensorer och larm vara kopplade trådbundet eller med trådlösa kommunikationsprotokoll såsom Wi-Fi, Bluetooth, Zigbee eller Z-Wave. En undersökning visade att 2022 hade varje femte svensk ett uppkopplat larmsystem.
Liksom många inbrottslarm är systemet programmerat att berätta över telefonnätet eller internet då larmet gått. Detta kan ske genom SMS till förprogrammerade nummer (t.ex. till ägaren och grannen) eller videosamtal till ägaren eller en larmcentral, där dessa kan se vad som händer och vidta behövliga åtgärder. I de senare fallen är det ofta möjligt att kontrollera systemet med SMS eller över en telefon- eller internetförbindelse.
I de fall där man kopplat in en larmcentral betalar man i allmänhet en månadsavgift. Utan ett sådant abonnemang har man i allmänhet själv ansvaret för hur systemet konfigureras och vad som görs vid eventuellt larm.

### Trygghetslarm

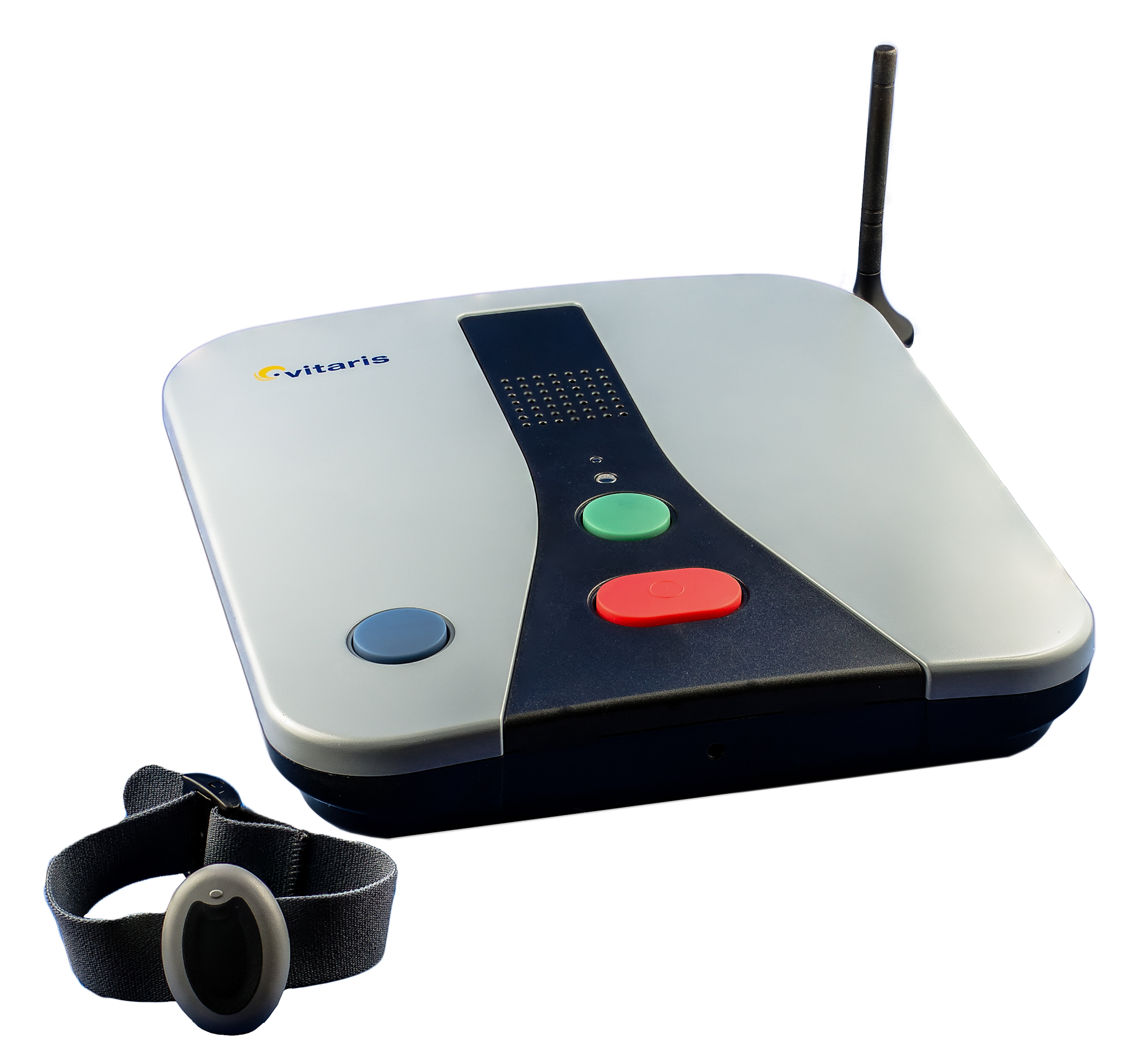
Trygghetslarm att använda i hemmet. Bredvid ligger larmknapp att bära på handleden.

Trygghetslarm är en samlingsbenämning för larmsystem avsedda att användas av äldre, funktionshindrade eller andra personer där speciella behov finns och snabba insatser kan behövas. Trygghetslarm kan delas upp i tre systemtyper:
1. Interna system installerade i särskilda boenden (äldreboenden, gruppboenden etc.) med eget ledningsnät och där larmen oftast hanteras lokalt av befintlig personal. Varje lägenhet/rum förses med anropsapparater och de boende har ofta bärbara larmknappar för att vid behov kunna påkalla hjälp. Ett larm skickas då via en centralenhet till berörd personal/grupp som är utrustad med bärbara mottagarenheter typ DECT/GSM eller motsvarande. Larmkod (rumsnummer eller dylikt visas på display) och samtalskommunikation med den som larmat kan då kopplas upp. Dessa system ska ha egen batteriuppbackning vid strömavbrott. Olika typer av detektorer för olika behov kan ofta anslutas till anropsapparaten, exempelvis rökdetektorer, rörelsedetektorer etc.
2. Externa system installerade i eget boende, består huvudsakligen av trygghetstelefoner som historiskt sett använt det publika telefonnätet för att ringa till en larmcentral som därefter distribuerat uppdraget till ansvarig personal. Detta har varit ett väldigt säkert sätt att överföra larm, också om det förekommer att telenätet slås ut t.ex. i samband med kraftiga stormar.
3. Externa GPS-baserade system där trygghetslarmet är mobilt och kommunicerar via mobilnätet (vilket gör att larmet även fungerar utomhus).

Då telefonlinjerna till hemmen allt mer monterats bort till förmån för mobiltelefonin, IP-telefoni och bordstelefoner kopplade till mobiltelefonnätet har man varit tvungen att utveckla lösningar som bygger på internet- eller mobiltelefonianslutningar. De främsta problemen är dels att dessa senare inte är lika pålitliga som trådtelefonin (avbrott är vanligare), dels att strömförsörjningen till den inblandade apparaturen vid elavbrott måste säkras lokalt, i hemmet (trådtelefonerna fick ström via telefonnätet och därmed vid behov från telefoncentralernas nödgeneratorer).
Trygghetstelefon är en automatisk uppringare som installeras hemma hos personer med särskilda behov. Trygghetstelefonen aktiveras vid behov av användaren med hjälp av tryckknapp på apparaten eller med hjälp av en särskild bärbar trådlös knapp. När förbindelse med larmmottagare etablerats kan talkommunikation upprättas med personen som larmat. Trygghetstelefoner kan innehålla inbyggda säkerhetskontroller som provar och indikerar vid nätspännings- eller batterifel i apparaten, telelinje- eller batterifel i bärbar larmknapp etc. Olika externa detektorer kan vid behov anslutas. Trygghetstelefoner kan programmeras att sända så kallade testlarm vid önskad intervall för pollning mot en larmcentral. Vid uteblivet testlarm indikeras detta i larmcentralen och lämpliga åtgärder skall vidtagas. Trygghetstelefoner finns för överföring av larm via publika telefonnätet, IP-telefoni alternativt GSM.
Det finns i Sverige cirka 160 000 trygghetstelefoner, fördelningen mellan interna system respektive externa installationer framgår inte.

### Överfallslarm

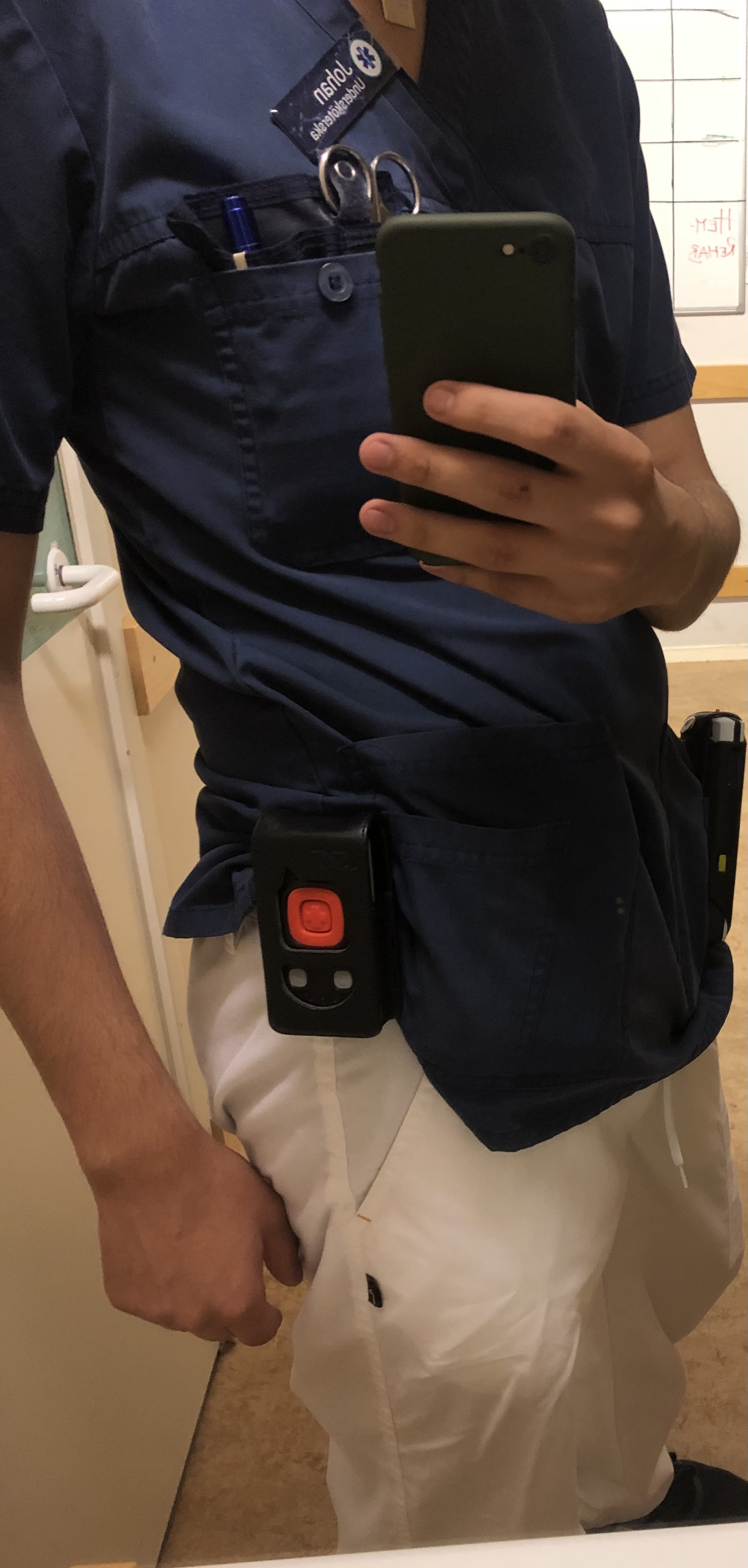
Undersköterska i hemsjukvården med bärbart överfallslarm med inbyggd GPS och telefon för medlyssning placerad på höften.

Överfallslarm är vanliga inom områden där man kan drabbas av rån och överfall, som inom butiksnäringen och banker eller postkontor. Överfallslarm är oftast kopplade till en larmcentral som omedelbart kontaktar polisen med information om var larmet har lösts ut, hur många sektioner, vilken typ av anläggning det är (bank, butik, privatbostad) och en motringning görs. I sällsynta fall är överfallslarmen kopplade direkt till polisens länskommunikationscentraler. Det finns även portabla tysta överfallslarm med GPS kopplat till en larmcentral samt andra typer av överfallslarm ger ifrån sig en kraftig ljudsignal eller kraftig ljudsignal och ljus när det aktiveras. Det är avsett att bäras av personer eller särskilt utsatta yrkesgrupper som känner sig oroliga för att bli överfallna eller vistas i miljöer med hög överfallsrisk, till exempel utomhus under den mörka tiden på dygnet eller på grund av personens yrkesutövning. Det finns ett flertal överfallslarm som appar för smarttelefoner. Dessa appar informerar normalt sin valda bekantskapskrets eller grannsamverkansgrupp när larmet löst ut, exempelvis genom SMS eller direkt som en pushnotis till andra appanvändare.

### Driftlarm
Driftlarm, eller övervakningslarm, används för att övervaka till exempel tryck och temperatur i olika anläggningar. Används exempelvis i kyl- och frysanläggningar, serverrum, vattenledningar och liknande.

## Larmöverföring
Larmöverföring är sättet att förmedla larm från en larmanläggning till en eller flera larmcentraler.
Larmöverföring standardiseras enligt SSEN 50136-1-1.